# Bildstein
Bildstein est une commune autrichienne du district de Brégence dans le Vorarlberg, dans l'extrémité nord-ouest de l'Autriche.